# Pachyrhamma chopardi
Pachyrhamma chopardi is een rechtvleugelig insect uit de familie grottensprinkhanen (Rhaphidophoridae). De wetenschappelijke naam van deze soort is voor het eerst geldig gepubliceerd in 1935 door Karny.